# 巴塞特 (阿肯色州)
巴塞特（英語：Bassett）是一個位於美國阿肯色州密西西比縣的城鎮。

## 地理
巴塞特的座標為35°32′09″N 90°07′34″W / 35.53583°N 90.12611°W，而該地的平均海拔高度為72米（即236英尺）。

## 人口
根據2020年美國人口普查的數據，巴塞特的面積為0.63平方千米，皆為陸地。當地共有人口124人，而人口密度為每平方千米196人。